# Vanoverberghia sasakiana
Vanoverberghia sasakiana là một loài thực vật có hoa trong họ Gừng. Loài này được Hidenobu Funakoshi và Hiroyoshi Ohashi mô tả khoa học đầu tiên năm 2000.

## Từ nguyên
Tính từ định danh loài là để vinh danh Shun’ichi Sasaki (1888–1960), một nhà thu thập mẫu thực vật của Cục Lâm nghiệp Đài Loan, người đầu tiên đã thu thập mẫu của loài này vào tháng 7 năm 1912.

## Phân bố
V. sasakiana là loài bản địa đảo Lan Tự, huyện Đài Đông, Đài Loan và miền bắc Philippines, trong các rừng nguyên sinh ở cao độ 300-1.400 m (980-4.600 ft). Tên gọi trong tiếng Trung tại Đài Loan là 蘭嶼法氏薑 (Lan Tự pháp thị khương).

## Mô tả
Cây thân thảo sống cạn mọc thành cụm. Chồi lá mọc thẳng rồi uốn cong, thân giả dài 2–3 m, gốc hình củ hành; bẹ lá nhẵn nhụi, ánh đỏ; lưỡi bẹ hình trứng, dài 4–5 mm, như da, nhẵn nhụi, màu nâu ánh đỏ, đỉnh thuôn tròn và nguyên; cuống lá thon tròn, dài 3–4 mm, nhẵn nhụi, màu xanh lục; phiến lá thuôn dài, 50–55 × 11–13 cm, gân lá khó thấy, nhẵn nhụi cả hai mặt, gốc thon nhỏ dần, mép nguyên, đỉnh hình đuôi với chóp lông roi. Cụm hoa dài 12–40 cm; cuống thon tròn, dài 30–50 mm, nhẵn nhụi, màu xanh lục, đối diện 2–3 lá bắc bền; cán hoa thon tròn, dài 5–20 cm, nhẵn nhụi, màu đỏ ánh vàng hoặc màu vàng; cuống hoa thon tròn, dài 8–9 mm, màu đỏ ánh vàng đến vàng; lá bắc hoa dạng mo, hình ống ở gốc, 25–27 × 10–12 mm khi dẹt, màu trắng mờ đến vàng với đỉnh ánh nâu; hoa tụ đặc dọc cán hoa, màu trắng; đài hoa hình phễu, dài 12–13 mm, màu trắng ánh vàng, đỉnh ba răng; ống tràng dài 6–7 mm, nhẵn nhụi, màu trắng; thùy tràng hoa thuôn dài đến thẳng-thuôn dài, 22 × 6 mm, nhẵn nhụi, trắng, đỉnh thuôn tròn, có nắp; cánh môi hợp sinh tại gốc của các thùy tràng hoa bên, phần tự do chẻ đôi hoặc chia thành hai thùy hình giùi, 12 × 2,5 mm, màu trắng, đáy có lông tơ, đỉnh các thùy hơi chẻ đôi; nhị lép bên hình chỉ, dài 10 mm, có lông tơ, màu trắng; chỉ nhị bao quanh vòi nhụy gần một nửa chiều dài trên cánh môi, dài 25–35 mm, màu trắng; bao phấn thuôn dài, 6-2,5 mm, như lụa, màu trắng, không mào; bầu nhụy hình gần cầu, 4–5 × 3–4 mm, nhẵn nhụi, màu trắng ánh vàng. Quả hình gần cầu, 15-17 × 12–15 mm, nhẵn nhụi, màu xanh khi thuần thục, đài hoa bền. Hạt hình gần cầu, có góc cạnh, màu đen với áo hạt màu trắng. Ra hoa diễn ra tháng 9-11, mặc dù một số quần thể nở hoa vào tháng 6. Ra quả vào khoảng tháng 1-3.